# 盈科美容専門学校
盈科美容専門学校（えいかびようせんもんがっこう）は、学校法人盈科学園が運営する茨城県古河市にある専修学校である。広報誌等では「EIKA美容専門学校」と表記される場合が多い。古河市の地理的な特性上、埼玉県、栃木県、群馬県からも近く、茨城県内のみならず近隣各県からも学生が訪れている。茨城県内で唯一、中学校卒業後から入学でき、美容師を目指すことができる養成学校である。

## 沿革
- 1966年 - 認可

## 課程
美容学科 
- 昼間部（2年制）
  - トータルビューティーを学ぶ課程である。
  - 生徒全員がヘアーのみならずメイク、ネイル、エステ、着付け、まつ毛エクステ、ファッション、サービスに至るまで幅広く学ぶ。

- 通信部（3年制）
  - レポート課題およびスクーリングによって美容師国家試験合格を目指す課程である。
  - スクーリングには、春と夏に行う集中学科スクーリングと、月1回程度行う実技スクーリングがある。
  - 姉妹校の晃陽学園高等学校の美容師コースとWスクールを行うことで高校生活と並行して美容師免許取得を目指すことができる。高校生活がメインとなっており、普段は制服を着て晃陽学園高等学校に通い、スクーリングがある際にはEIKA美容専門学校に登校し、授業を受ける形式となる。

- 高等部（3年制）
  - 高校卒業と美容師免許取得を同時に目指す課程である。姉妹校の晃陽学園高等学校の自由登校コース（通信制）とWスクールを行う。こちらは専門学校生活がメインとなっており、普段はEIKA美容専門学校で授業を受け、晃陽学園高等学校のスクーリングがある際には高校に登校する。

## 取得資格
- 美容師国家試験受験資格

## 姉妹校
学校法人盈科学園 
- 日本危機管理専門学校（同じ校舎を使用している）

 学校法人晃陽学園 
- 晃陽看護栄養専門学校（古河市）
- つくば栄養医療調理製菓専門学校（牛久市）
- 晃陽学園高等学校（古河市）

## 所在地
- 〒306-0012 茨城県古河市旭町2-11-6
- 最寄り駅は、JR宇都宮線古河駅